# Родина Тарновських (срібна монета)
«Роди́на Тарно́вських» — срібна пам'ятна монета номіналом 10 гривень, випущена Національним банком України, присвячена видатному українському козацько-старшинському роду, що уславився своєю меценатською і благодійницькою діяльністю і з якого походили відомі діячі Гетьманщини — сотники і полковники. До нього належав Василь Тарновський-молодший, завдяки унікальній колекції якого було засновано Музей українських старожитностей у місті Чернігові.
Монету введено в обіг 2 листопада 2010 року. Вона належить до серії «Славетні роди України».

## Опис монети та характеристики
| Номінал грн. | Метал            | Маса, г      | Діаметр, мм | Якість виготовлення | Гурт                           | Тираж, штук |
| ------------ | ---------------- | ------------ | ----------- | ------------------- | ------------------------------ | ----------- |
| 10           | срібло 925 проби | 31,1 / 33,62 | 38,61       | пруф                | гладкий із заглибленим написом | 10 000      |

### Аверс
На аверсі монети вгорі розміщено малий Державний Герб України, напис півколом «НАЦІОНАЛЬНИЙ БАНК УКРАЇНИ», унизу рік карбування монети «2010» та номінал — «ДЕСЯТЬ ГРИВЕНЬ» і зображено родове гніздо Тарновських — маєток у Качанівці, під яким напис — «КАЧАНІВКА/ ЧЕРНІГІВЩИНА».

### Реверс
На реверсі монети зображено найвідоміших представників роду: у центрі на орнаментальному тлі постать Василя (молодшого), під якою роки його життя «1838—1899», ліворуч та праворуч — портрети з написами: «ГРИГОРІЙ/ 1788—1853» та «ВАСИЛЬ/ 1810—1866», угорі розміщено герб роду та напис півколом «РІД ТАРНОВСЬКИХ».

## Автори

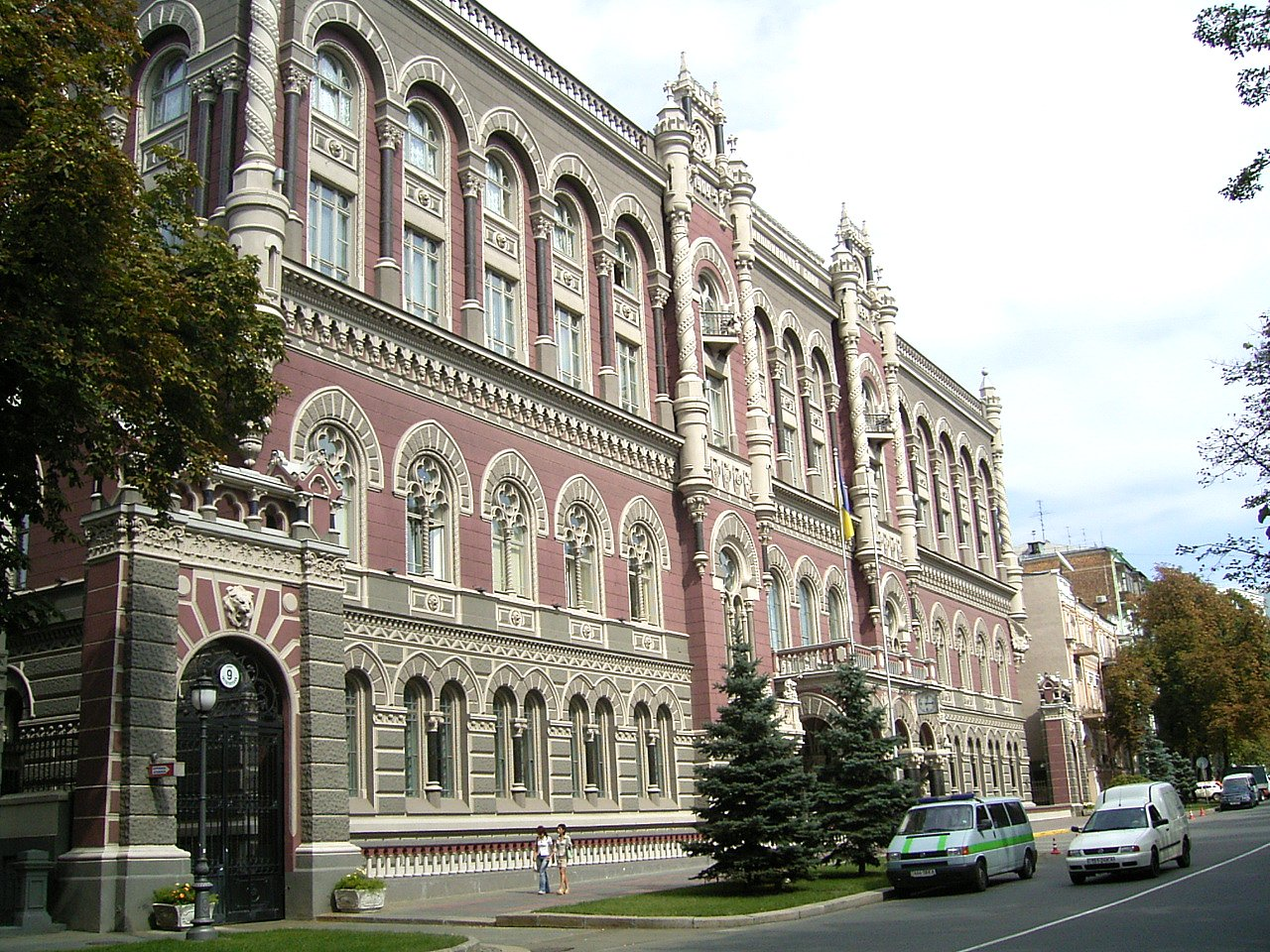
Будівля Національного банку України

- Художники: Іваненко Святослав, Таран Володимир, Харук Олександр, Харук Сергій.
- Скульптори: Атаманчук Володимир, Іваненко Святослав.

## Вартість монети
Ціна монети — 575 гривень була вказана на сайті Національного банку України в 2012 році.
Фактична приблизна вартість монети, з роками змінювалася так:
| Рік        | 2011 | 2012 | 2013 | 2014 | 2015 | 2016 | 2017 | 2018 | 2019 | 2020 | 2021  | 2022  | 2023  | 2024  | 2025  |
| ---------- | ---- | ---- | ---- | ---- | ---- | ---- | ---- | ---- | ---- | ---- | ----- | ----- | ----- | ----- | ----- |
| Ціна, грн. | 450  | 550  | 550  | 720  | 750  | 760  | 850  | 790  | 660  | 620  | 1 050 | 1 240 | 1 600 | 1 800 | 2 300 |